# Municipio de Rosebud (Dakota del Norte)
El municipio de Rosebud (en inglés: Rosebud Township) es un municipio ubicado en el condado de Barnes en el estado estadounidense de Dakota del Norte. En el año 2010 tenía una población de 55 habitantes y una densidad poblacional de 0,61 personas por km².

## Geografía
El municipio de Rosebud se encuentra ubicado en las coordenadas 46°40′29″N 98°15′36″O / 46.67472, -98.26000. Según la Oficina del Censo de los Estados Unidos, el municipio tiene una superficie total de 90.67 km², de la cual 90,47 km² corresponden a tierra firme y (0,22 %) 0,2 km² es agua.

## Demografía
Según el censo de 2010, había 55 personas residiendo en el municipio de Rosebud. La densidad de población era de 0,61 hab./km². De los 55 habitantes, el municipio de Rosebud estaba compuesto por el 100 % blancos. Del total de la población el 0 % eran hispanos o latinos de cualquier raza.